# Cidade partida
Cidade partida é um termo de certos estudos de sociologia urbana, depois disseminado pela mídia, para designar uma teoria segundo a qual a estrutura socioeconômica da cidade do Rio de Janeiro seria dividida em duas, em linhas que separariam classes sociais, bairros e grupos culturais, com diálogo e interação limitados entre cada parte. Análoga a essa visão, há os conceitos de "morro" e "asfalto", o primeiro designando as favelas (muito embora várias delas sejam planas, e não em morros) e o segundo, as zonas urbanizadas de classes média e alta.
O termo foi disseminado pelo livro homônimo do jornalista Zuenir Ventura, lançado em 1994, que acompanha paralelamente a vida de moradores de Vigário Geral, onde acontecera uma chacina histórica no ano anterior, e de moradores ativistas da zona sul, especialmente ligados à organização da sociedade civil Viva Rio, em manifestações contra a violência urbana. Também no ano anterior, a praia de Ipanema tinha sido palco de dois violentos arrastões, fato que traumatizou grande parte da população local.
Na introdução do livro, o cineasta Arnaldo Jabor faz menção à década de 1950, época considerada utópica por estudiosos da sociologia urbana carioca, quando, supostamente, haveria uma integração maior e mais amistosa entre morro e asfalto.
Na verdade, já existiam então "duas cidades" ou uma cidade partida, mas a convivência amena, a obediência civil, a falta de antagonismos de classe e a despreocupação com os problemas sociais nem sempre deixavam perceber que havia um ovo de serpente chocando no paraíso.
Inspirado pelo mesmo termo, "Cidade Partida" é o título de uma música do grupo Cidade Negra.